# Lycomorphodes aurobrunnea
Lycomorphodes aurobrunnea är en fjärilsart som beskrevs av Christian Gibeaux 1983. Lycomorphodes aurobrunnea ingår i släktet Lycomorphodes och familjen björnspinnare. Inga underarter finns listade i Catalogue of Life.